# Richard Branson
Sir Richard Charles Nicholas Branson (Londres, 18 de juliol de 1950) normalment conegut com a Richard Branson, és un multimilionari empresari anglès; conegut per la seva marca Virgin, amb més de 360 empreses que formen Virgin Group.
Branson va fundar la seva primera empresa amb èxit a setze anys, quan va publicar la revista Student. L'any 1970 va crear un registre per correu per a les empreses. El 1972 va obrir la cadena de tendes de discos Virgin Records, més tard coneguda com a Virgin Megastores i reanomenada com a Zavvi. Amb el seu extravagant estil competitiu, la marca Branson's Virgin va créixer ràpidament durant la dècada de 1980; va crear Virgin Atlantic Airways i l'ampliació de Virgin Records, el segell discogràfic.
Richard Branson és la 286a persona més rica del món i la 12a més rica del Regne Unit, d'acord amb la revista Forbes, amb un patrimoni net estimat en 5100 milions de dòlars.

## Biografia

### Primeres etapes de la vida

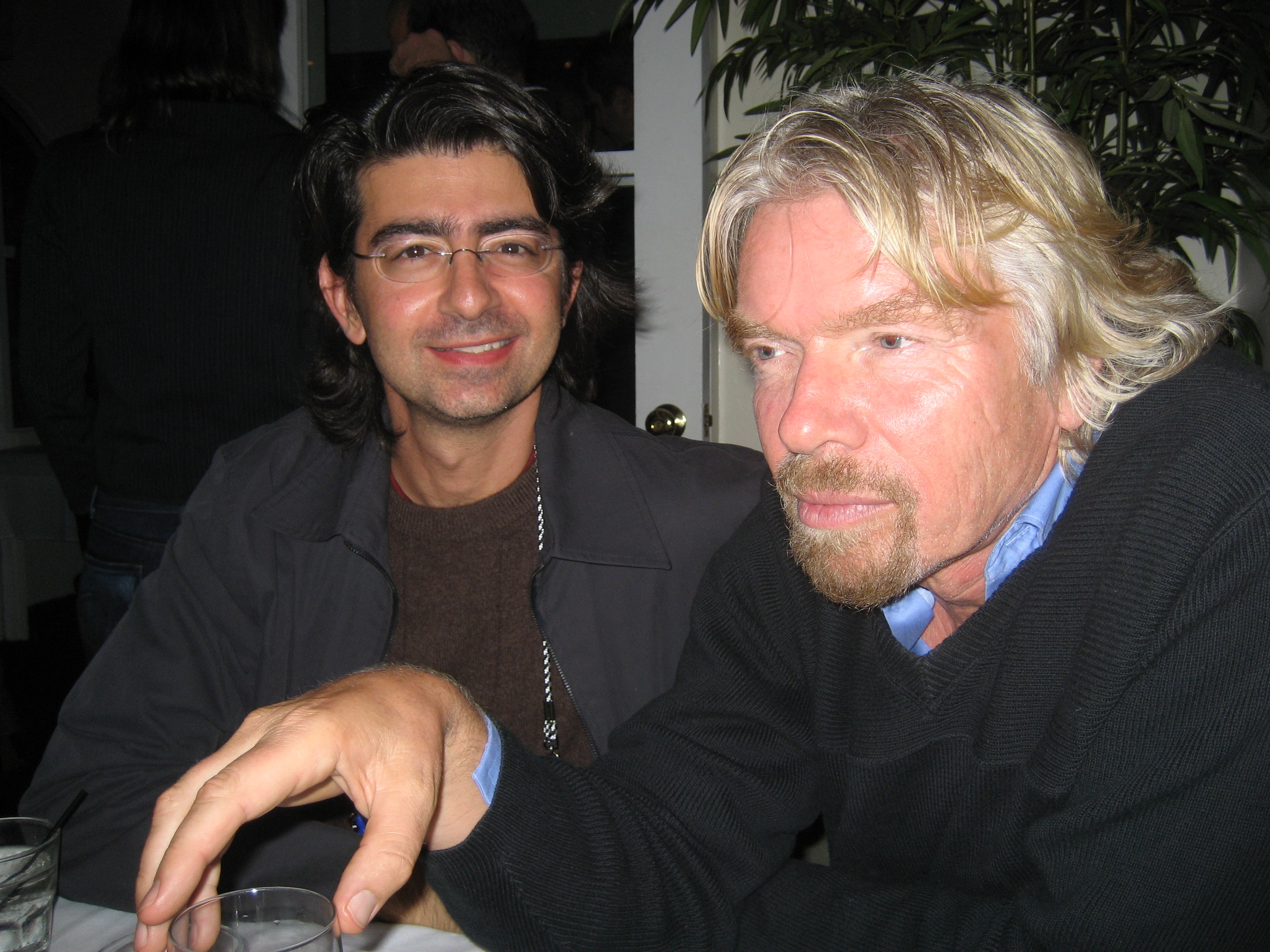
Pierre Omidyar i Richard Branson.

Va néixer a Stonefield Nursing Home a Blackheath, al sud de Londres, fill d'Edward James Branson i Eve Branson (nascuda Huntley Flindt). El seu avi, Arthur George Harwin Branson, va ser magistrat del Tribunal Superior de Justícia i conseller privat del Regne Unit. Richard Branson es va educar a la Scaitcliffe School (ara Bishopsgate School) fins a l'edat de tretze anys. Després va assistir a la Stowe School, fins que va complir quinze anys.
Patia de dislèxia, per la qual cosa va obtenir resultats acadèmics molt baixos a l'escola, no obstant això, a quinze anys ja havia fundat dues empreses, les quals finalment van fracassar. A setze anys, Branson va deixar els estudis i es va traslladar a Londres, on va començar el seu primer negoci reeixit, la revista Student. Amb disset anys va fundar la seva primera organització caritativa, el "Student Advisory Centre".

### Registre d'empreses
Branson va endegar la seva primera empresa després de viatjar a través del canal de la Mànega i comprar discos pirates i saldos, que venia a Londres, utilitzant el seu automòbil com a punt de venda o a través d'outlets. L'any 1970 continuava venent aquests discos a través de comandes per correu. A través de la seva marca comercial "Virgin" venia els discos a un preu menor que els anomenats "High Street outlets", especialment que la cadena W.H. Smith. El nom de "Virgin" fa referència al fet que es venien en condicions similars als nous, al contrari d'altres punts de venda els discos de la qual estaven en bastant mal estat a conseqüència de l'ús. Per aquella època, molts productes es venien sota acords comercials restrictius que limitaven els descomptes, malgrat els esforços en els anys cinquanta i seixanta per limitar l'anomenat "manteniment del preu de revenda". En efecte Branson va començar una sèrie de canvis que van portar a la introducció de descomptes de gran escala en la música gravada. Branson i alguns col·legues estaven discutint un nou nom per al seu negoci quan un d'ells proposa que s'anomenés "Virgin", ja que tots eren verges quant a empreses.
Branson finalment va inaugurar una botiga de discos a Oxford Street, Londres i, poc després, va llançar el segell discogràfic Virgin Records amb Nik Powell. En poc temps, Branson havia reunit prou diners amb la seva tenda de discos per a comprar un lloc on va instal·lar un estudi d'enregistrament.
L'any 1971, Branson va ser detingut i acusat per la venda de discs a 'Virgin' que havien estat declarats com a "discs per a l'exportació". Va arribar a un acord fora dels tribunals amb el Servei de Duanes i Impostos Especials del Regne Unit per pagar la part no pagada d'imposts i les multes. La mare de Branson, Eva, va hipotecar la casa familiar per ajudar a pagar aquest acord.
L'empresa va signar amb polèmiques bandes com els Sex Pistols, que altres empreses es mostraven reticents a signar. Així mateix, va ser elogiada la seva capacitat per exposar al públic la música avant-garde, amb grups krautrock com Faust i Can. Virgin Records també es va apuntar un èxit a introduir a Culture Club al món de la música. A principis de la dècada dels vuitanta, 'Virgin' va comprar el club nocturn gai "Heaven". En 1991, en comandita amb David Frost, Richard Branson va dur a terme l'oferta fallida de compra de tres ITV franquícies sota el nom de CPV-TV.
L'any 1992, per mantenir la seva companyia aèria, Branson va vendre l'etiqueta 'Virgin' a EMI per un valor de mil milions de dòlars. Més tard va formar V2 Records per tornar a entrar en el negoci de la música.

### Família
Richard Branson és el més gran dels germans, sent les seves germanes Linda i Vanessa. Va seguir els passos del seu pare, Ted, exercint la carrera d'advocat. Eva, mare de Branson, va treballar en el teatre, com a pilot-instructor i com a hostessa de vol. És oncle de Ned Abel Smith (1978) conegut com a Ned Rocknroll, actual espòs de Kate Winslet, que anteriorment va estar casat amb la socialité anglesa Eliza Pearson.
Branson va tenir un mal acompliment acadèmic, a l'hora que un rendiment excel·lent en els esports.
Branson està casat en segones núpcies amb Joan Templeman, amb qui té dos fills: Holly, qui exerceix com a metge, i Sam. Les noces va ser un suggeriment de la seva filla Holly, quan ella tenia vuit anys, i es van casar l'any 1989 a la Necker Island, una illa de 300.000 m² en les Illes Verges Britàniques que és propietat de Branson. També és propietari de béns a l'illa del Carib d'Antigua i Barbuda.
Segons la pàgina digital de The Sunday Times de data 13 d'octubre de 2013, l'amo del grup Virgin va decidir fixar residència, juntament amb els seus dos fills, a la seva illa del Carib de Necker per no pagar tants imposts al seu país.
Branson va publicar l'any 1998 la seva autobiografia titulada Losing My Virginity, un best-seller internacional. Branson va afirmar no creure en Déu en el treball. El setembre de 2009 va donar a conèixer Business Stripped Bare, que va donar una visió d'alguns dels seus negocis més arriscats i audaços. Tots dos van ser publicats per Virgin Books.
Branson va estar profundament entristit per la desaparició al setembre de 2007 del seu company d'aventures Steve Fossett i va escriure un article per a la revista Time a l'octubre de 2007 titulat "My Friend, Steve Fossett."

## Iniciatives

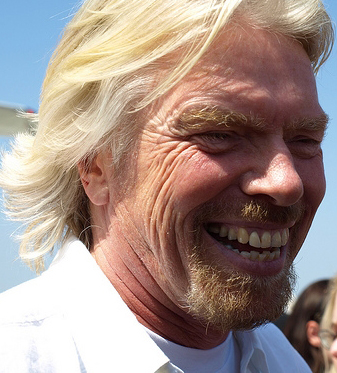
Branson al 2009

Branson va crear Virgin Atlantic Airways l'any 1984, va engegar Virgin Mobile el 1999, Virgin Blue a Austràlia l'any 2000 i, posteriorment, va fracassar a l'any 2000 amb una oferta per portar la Loteria Nacional. Branson va escriure en la seva autobiografia de la decisió d'iniciar una companyia aèria:
| « | El meu interès per la vida prové de plantejar-me enormes reptes aparentment inamovibles i intentar pujar per sobre d'ells ... des de la perspectiva de voler viure la vida al màxim, vaig sentir que havia d'intentar-ho. | » |

L'any 1997, Branson va prendre el que molts van veure com una de les seves arriscades empreses i va entrar en el negoci ferroviari. Virgin Trains va guanyar les franquícies per als trens interurbans de la Costa Oest i Cross-Country de la British Rail. Llançat amb l'habitual fanfàrria Branson amb promeses d'alta tecnologia, trens pendulars i millorar el nivell de servei, Virgin Trains aviat va ensopegar amb problemes amb el material i la infraestructura que havia heretat de British Rail. La reputació de la companyia estava gairebé irreversiblement danyada, a la fi del decenni de 1990 va lluitar per fer córrer els trens de forma i temps fiable mentre s'espera la modernització de la West Coast Main Line, i l'arribada de nou material.
Virgin va adquirir Europea, companyia aèria belga de vols de curt recorregut de la Euro Airlines l'any 1996 i va passar a anomenar-se Virgin Express. L'any 2006 la companyia es va fusionar amb SN Brussels Airlines formant Brussels Airlines. També es va iniciar una companyia aèria nacional amb seu en Nigèria, anomenada Virgin Nigèria. Una altra companyia aèria, Virgin America va començar, volava des de l'Aeroport Internacional de San Francisco a l'agost de 2007.
Branson també ha desenvolupat la marca Virgin Cola i fins i tot la marca de Virgin Vodka, que no han estat un gran èxit empresarial. Com a conseqüència la revista quinzenal Private Eye ha criticat Branson i les seves empreses.
Després de l'anomenada campanya de "trucs bruts", Branson va demandar a la companyia aèria rival British Airways per difamació l'any 1992. John King, el llavors president de British Airways, va contraatacar la demanda i el cas va ser portat a judici l'any 1993. British Airways, davant la probable derrota, va resoldre el cas compensant amb £500,000 a Branson, i pagant £110,000 a la seva línia aèria, havent de pagar honoraris legals de fins a 3 milions de lliures esterlines. Branson va dividir la seva compensació (l'anomenat "bo BA") entre el seu personal.
El 25 de setembre del 2004 Branson va anunciar la signatura d'un acord en virtut del qual es va crear una nova empresa de turisme espacial, Virgin Galactic, la llicència de la tecnologia darrere d'una nau espacial finançat pel cofundador de Microsoft Paul Allen i dissenyat pel llegendari enginyer aeronàutic d'Amèrica Burt Rutan. Virgin Galactic (propietat íntegrament de Virgin Group) té previst realitzar vols a la disposició del públic per portat als passatgers a l'espai suborbital amb un preu de 200.000 dòlars utilitzant els White Knight Two.
Branson s'aventura en el pròxim grup de Virgin, Virgins Fuels, que es forma per respondre a l'escalfament global i explotar el repunt en els costos de combustible, oferint un revolucionari i més barat combustible per a automòbils, i en un futur pròxim, les aeronaus. Branson ha declarat que anteriorment era un escèptic de l'escalfament global i va ser influït en la seva decisió per una reunió de desdejuni amb Al Gore.
Branson ha estat etiquetat com un "líder transformacional" en la gestió de lèxic, amb les seves estratègies inconformistes i el seu estrès en el Virgin Group, com una organització impulsada per la informalitat i la informació, en lloc de pesats problemes per alt nivell de gestió.
Va ser 9º al Sunday Times Rich List 2006, per un valor de poc més de 3.000 milions de lliures esterlines.
El 21 de setembre de 2006, Branson es va comprometre a invertir els beneficis de Virgin Atlantic i Virgin Trains en la investigació per al medi ambient i combustibles. La inversió s'estima en un valor de 3.000 milions de dòlars.
El 4 de juliol de 2006, Branson va vendre la seva companyia Virgin Mobile al Regne Unit per a la televisió per cable, banda ampla, i la companyia telefònica NTL:Telewest per gairebé mil milions de euros. Com a part de la venda, la companyia paga un mínim de 8,5 milions de lliures per any per usar el nom de Virgin Media. Virgin es va convertir en la companyia més gran de l'accionista. La nova empresa es va iniciar amb molta fanfàrria i publicitat, el 8 de febrer de 2007, en virtut del nom de Virgin. La decisió de fusionar la seva companyia Virgin Media amb NTL era amb la finalitat d'integrar les dues empreses compatibles para del comerç. Branson ara és propietari del 15% de la nova empresa de mitjans de comunicació.
L'any 2006, Branson va formar Virgin Comics i Virgin Animation, una companyia d'entreteniment que se centra a crear noves històries i personatges per a una audiència global. L'empresa va ser fundada amb l'autor Deepak Chopra, el director de cinema Shekhar Kapur i empresaris de Sharad Devarajan i Gotham Chopra.
Branson també va engegar Virgin Health Bank l'1 de febrer de 2007, oferint als pares tenir l'oportunitat d'emmagatzemar la sang del cordó umbilical del seu bebè, cèl·lules mare en privat i bancs públics de cèl·lules mare després del naixement del seu bebè.
El juny de 2006, Virgin Atlantic és portat als EUA i al Regne Unit les autoritats de competència per investigar la fixació de preus entre Virgin Atlantic i British Airways. L'agost de 2007, British Airways va ser multat amb 271 milions de euros al llarg de les denúncies. A Virgin Atlantic se li va donar la immunitat enfront de les autoritats i no ha rebut cap multa.
El 9 de febrer de 2007, Branson va anunciar la creació d'un nou premi mundial de la ciència i la tecnologia, el Virgin Earth Challenge en la creença que la història ha demostrat que els premis d'aquesta naturalesa ajuden a fomentar els avanços tecnològics pel bé de la humanitat. El Virgin Earth Challenge concedirà 25 milions de dòlars per a l'individu o grup que sigui capaç de demostrar la viabilitat comercial del disseny, que tindrà com a resultat l'absorció neta d'antropogènics, gasos atmosfèrics d'efecte hivernacle, cada any almenys durant deu anys sense els efectes nocius del Consell. Aquesta eliminació ha de tenir efectes a llarg termini i contribuir materialment a l'estabilitat del clima terrestre.
Branson també va anunciar que s'unirà a l'adjudicació del Premi per un panell de cinc jutges de totes les autoritats mundials en els seus respectius camps: Al Gore, Crispin Tickell, Tim Flannery, Jim Hansen i James Lovelock. El panell de jutges estarà assistit en les seves deliberacions pel clima i el Grup Assessor Especial, per al premi de Virgin Earth Challenge, el jutge, Steve Howard.
Richard Branson es va involucrar en el futbol quan va patrocinar Nuneaton Borough AFC para la Copa gener de 2006 FA, la 3ª ronda del partit contra el Middlesbrough FC. El joc va acabar 1-1 i Virgin es marca també en les samarretes de Nuneaton Borough's per a la repetició, que finalment van perdre 2-5.
L'agost de 2007, Branson va anunciar que va comprar una participació del 20 % a Malàisia para AirAsia's X.
El 13 d'octubre de 2007, Branson signa un tractat amb la companyia Northern Rock per afegir al seu imperi, després de presentar una oferta pel 30% de l'empresa, canviant el nom de la companyia de Northern Rock a Virgin Money.
El 10 de gener de 2008, Branson's Virgin Healthcare va anunciar que obriria una cadena de clíniques d'atenció de salut que ofereixen atenció mèdica convencional juntament amb homeopatia i teràpies complementàries. El Financial Times va informar que Ben Bradshaw, ministre de salut del Regne Unit, va donar la benvinguda a l'engegada:
| « | "M'alegro que Virgins Healthcare es proposi treballar amb GPS per ajudar a desenvolupar més els serveis integrats per als pacients." | » |

Virgin, al llarg del dijous i divendres del mateix cap de setmana en què es disputava el primer gran premi de Fórmula 1 de la temporada 2009, a Melbourne, va negociar i va signar un contracte llampec per patrocinar el nou equip Brawn GP d'aquesta disciplina, donats els prometedors resultats de l'equip i la total absència d'espònsors en aquest moment, contracte que expira en finalitzar el segon gran premi de la temporada, a Malàisia. Cal recordar que l'equip Brawn GP és realment l'antic equip Honda, però sota les ordres del seu nou propietari, Ross Brawn, una vegada que durant la pretemporada va anunciar per sorpresa i a causa de la crisi la seva retirada de la competició.
El 2017 Branson va fundar Virgin Orbit com una empresa especialitzada en llançaments de satèl·lits separada de l'empresa matriu aeroespacial Virgin Galactic.

### Iniciatives humanitàries
A la fi de la dècada de 1990, Branson al costat del músic i activista Peter Gabriel van discutir amb Nelson Mandela la seva idea d'un petit grup de dedicats capdavanters, treballant amb objectivitat i sense gens d'interès personal creats per resoldre els difícils conflictes mundials.
El 18 de juliol de 2007, a Johannesburg, Sud-àfrica, Nelson Mandela va anunciar la formació d'un nou grup, The Elders, en un discurs que va pronunciar en ocasió del seu 89 aniversari. Els membres fundadors d'aquest grup són Desmond Tutu, Graça Machel, Kofi Annan, Ela Bhatt, Gro Harlem Brundtland, Jimmy Carter, Li Zhaoxing, Mary Robinson, i Muhammad Yunus.
The Elders seran finançats de forma independent per un grup de "fundadors", inclosos Branson i Gabriel.
Desmond Tutu fa de president de The Elders, grup que utilitza la seva capacitat col·lectiva per catalitzar solucions pacífiques a conflictes de llarg temps, articular nous enfocaments a les qüestions mundials que estan causant o pot causar immens sofriment humà, i compartir la saviesa d'ajudar a connectar a veus a tot el món. Ells treballaran junts en els mesos vinents per examinar acuradament les qüestions específiques que s'enfoquin.
El setembre de 2007, Richard Branson va presidir el jurat del primer Pícnic Green Challenge, amb 500.000 euros, premi a la millor i nova iniciativa verda, creat per la Loteria PÍCNIC Network, Red de professionals creatius. El primer Pícnic Green Challenge va ser guanyat per Qurrent amb el Qbox.
El març de 2008, Richard Branson va organitzar una trobada a favor del medi ambient a la seva illa privada, l'illa de Necker, en el Mar Carib amb diversos prominents empresaris, personatges famosos, i els líders del món. Van discutir l'escalfament global relacionat amb problemes que enfronta el món, amb l'esperança que aquesta reunió serà un precursor de molts més, els futurs debats sobre problemes similars. L'ex primer ministre britànic Tony Blair, el cofundador de Wikipedia Jimmy Wales i Larry Page de Google van ser-hi presents.
Al febrer de 2019, Branson inicia el que, per a molts, va ser la continuació del Live Aid de 1985. Veneçuela Aid Live va ser un concert humanitari per recaptar fons i fer que les persones i famílies de Veneçuela tinguessin una millor vida. El concert es va realitzar a la ciutat de Cúcuta, situada a la frontera entre Colòmbia i Veneçuela. Veneçuela Live Aid va haver de competir amb el concert Hands Off Veneçuela, tan sols un parell de quilòmetres al costat del Veneçuela Live Aid.

## Rècords mundials

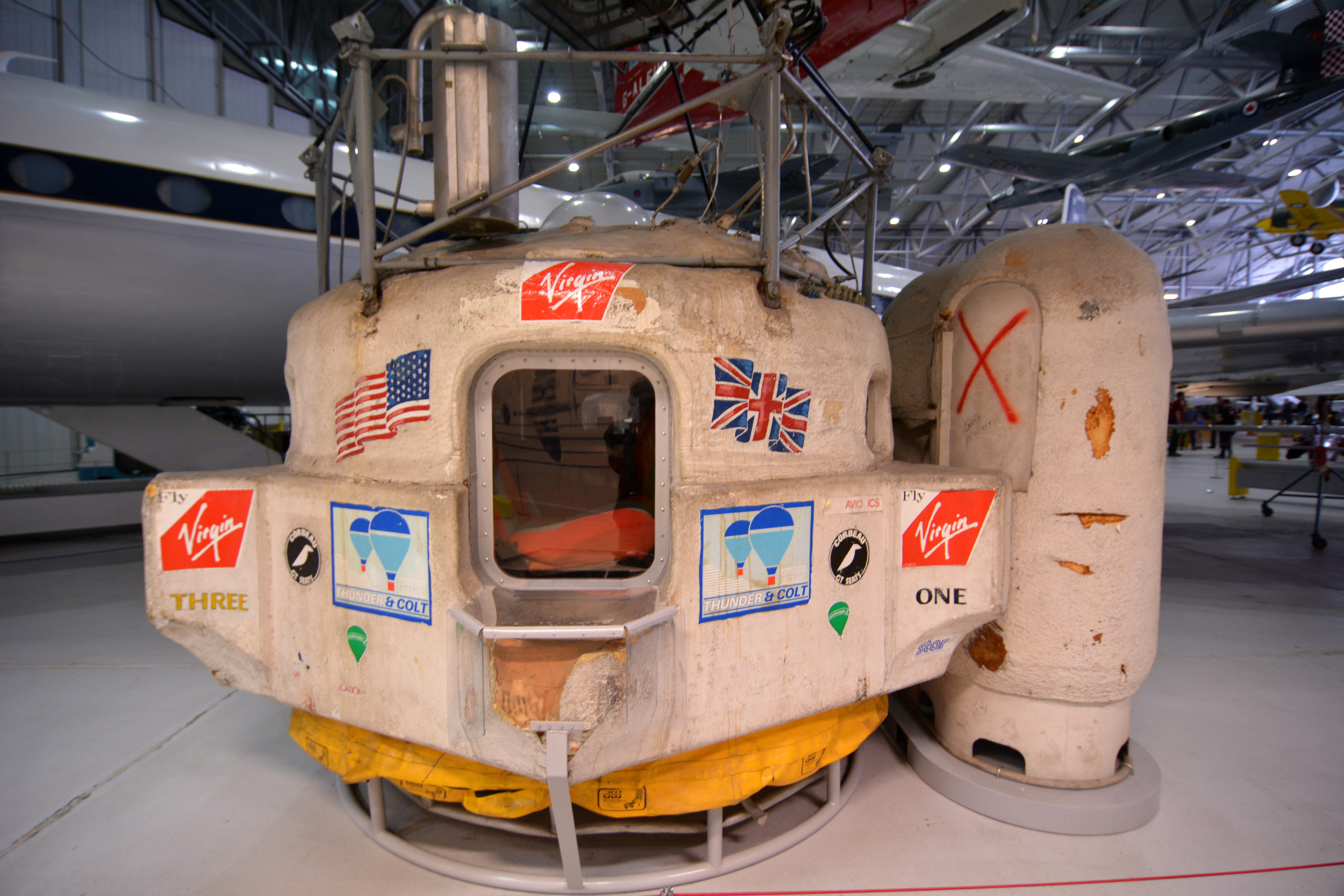
La cabina del Virgin Atlantic Flyer balloon exposada al Imperial War Museum, Duxford

Richard Branson va aconseguir diversos rècords mundials i intents després de 1985, quan en l'esperit del Blue Riband va intentar l'encreuament més ràpid de l'Oceà Atlàntic. El seu primer intent en la Virgin Atlantic Challenger va portar al fet que el vaixell sotsobrés en aigües britàniques i a un rescat per helicòpter de la RAF, que va rebre àmplia cobertura mediàtica. Alguns periòdics van aconsellar a Branson reemborsar al govern pel cost de rescat. L'any 1986, en el seu Virgin Atlantic Challenger II, amb l'expert Daniel McCarthy, que va batre el rècord per un marge de dues hores. Un any més tard, el seu globus d'aire calent Virgin Atlantic Flyer va travessar l'Atlàntic. Aquest va ser el major globus fet (65.000 m³), i el primer globus d'aire calent a travessar el Atlàntic. Va arribar a viatjar a 209 km per hora.
El gener de 1991, Branson va travessar el oceà Pacífic des del Japó fins a l'Àrtic Canadenc (10.800 km), en un globus de 74.000 m³. Això va trencar el rècord, amb una velocitat de 394 km/h.
Entre 1995 i 1998 Branson, Per Lindstrand i Steve Fossett van fer intents de circumnavegar el món. A la fi de 1998 es va fer un rècord de vol del Marroc a Hawaii, però van ser incapaços de completar un vol abans que Bertrand Piccard i Brian Jones en el Breitling Orbiter, el març de 1999.
El març de 2004, Branson va establir un registre de viatgers procedents de Dover a Calais en un Gibbs Aquada, en 1 hora, 40 minuts i 6 segons, l'encreuament més ràpid del Canal anglès en un vehicle amfibi. L'anterior rècord de sis hores havia estat fixat per dos francesos.

## Televisió i cinema

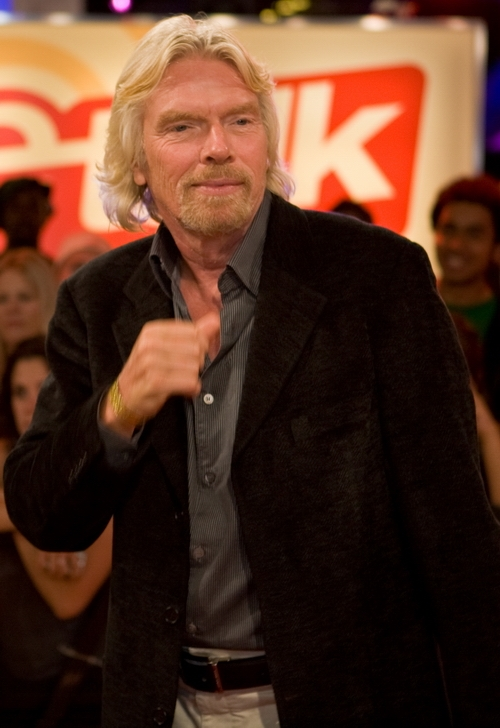
Richard Branson en el eTalk Festival Party, durant el Toronto International Film Festival.

Branson ha estat un personatge convidat, en general sent ell mateix, a diversos programes de televisió, entre ells Friends, Baywatch, Birds of a Feather, Only Fools and Horses, The Day Today, un episodi de la comèdia Goodness Gracious Em i Tripping Over. Branson va fer diverses aparicions durant la dècada de 1990 en la BBC els dissabtes al matí mostrant Live & Kicking, on va ser denominat "the pickle man", per l'actor de comèdia Trev Simon (en referència a Branston Pickle). Branson també apareix en un cameo a principis del vídeo de XTC "Generals and Majors".
També va ser l'estrella convidada d'un reality de Fox, anomenat The Rebel Billionaire (2004), de setze concursants que van ser provats per la seva capacitat empresarial i el sentit de l'aventura. No va tenir èxit com a rival per destronar a Donald Trump i The Apprentice, per la qual cosa només va durar una temporada.
Va fer cameos en diverses pel·lícules: Around the World in 80 Days (2004), on va exercir el paper d'un operador d'un globus d'aire calent; Superman Returns, on va aparèixer al costat del seu fill, Sam, amb Virgin Galactic, un estil de llançadora suborbital comercial en el centre de la seva història. També té un cameo en la pel·lícula de James Bond, Casino Royale.
Va fer una sèrie de breus aparicions i inconnexes en el culte clàssic documental Derek and Clive Get the Horn que s'ajusta a les gestes de Peter Cook i Dudley Moore, a l'enregistrament del seu últim àlbum de comèdia. Branson i la seva mare van ser també inclosos en la pel·lícula documental, Lemonad Stories. A principis de 2006 en Rove Live, Rove McManus i Richard són empesos un a un altre en una piscina totalment vestits en viu en la televisió durant un episodi de "Live at your house".
Branson és un fan de Star Trek, per la qual cosa va nomenar la seva nova nau espacial VSS Enterprise en honor de la famosa nau de Star Trek, i el 2006, va oferir a l'actor William Shatner una passejada lliure en el passeig inaugural per al llançament espacial de Virgin Galactic.
Al març de 2008 va fer una petita aparició en un pressupost de Bollywood, al costat de Neha Dhupia.

## Distincions
L'any 1993, a Branson se li va atorgar un grau honorífic de doctor en Tecnologia de la Universitat de Loughborough.
El març de 2000, Branson va ser nomenat cavaller, al palau de Buckingham per "serveis a l'empreneduria". Branson és el patró de diverses organitzacions benèfiques, entre elles l'International Rescue Corps i el Prisoners Abroad, entitat de caritat que recolza als britànics que estan detinguts fora del Regne Unit.
Branson apareix com el número 85 en la llista 2002 de "100 Greatest Britons" (patrocinat per la BBC i votada pel públic). També ocupa el número 86 pel canal 4 de la llista 2003 de "100 Worst Britons". També es va classificar el 2007 en "Time Magazine", "Top 100 Most Influential People in the World" ("Top 100 persones més influents al món").
El 7 de desembre de 2007, el secretari general de Nacions Unides Ban Ki-moon va presentar a Branson les "United Nations Correspondents Association Citizen of the World Award" pel seu suport per a l'ambient i les causes humanitàries.